# Pavão (Minas Gerais)
Pavão es una ciudad brasileña del estado de Minas Gerais. Se localiza a una latitud 17º25'40" sur y a una longitud 40º59'56" oeste, estando a una altitud de 228 metros. Su población estimada en 2004 era de 19.117 habitantes.
Considerada la 4ª ciudad más grande de la región del valle del Mucuri, Pavão tiene como actividad la agronomía y el gran crecimiento comercial.
Posee un área de 601,424 km². 